# Paya (Seunagan Timur)
Paya is een bestuurslaag in het regentschap Nagan Raya van de provincie Atjeh, Indonesië. Paya telt 204 inwoners (volkstelling 2010).